# Stazione di Fontanafredda
La stazione di Fontanafredda è una fermata ferroviaria di superficie di tipo passante, della linea ferroviaria Venezia - Udine.

## Storia
La stazione venne inaugurata nel 1º maggio 1855 quando venne aperto il tratto ferroviario che collegava la stazione di Treviso alla stazione di Pordenone provenendo da Venezia.

## Strutture e impianti
La stazione è dotata soltanto di 2 binari ed è dotata di una biglietteria automatica sul binario nº 1.

## Movimento
La stazione è servita da treni regionali svolti da Trenitalia nell'ambito del contratto di servizio stipulato con le Regioni interessate.